# NN-55
La carretera NN‑55 es una vía departamental secundaria en el departamento de Madriz. Conectando **Monte Romo** y **Las Sabanas**, esta ruta de aproximadamente **8,8 km** mejora la comunicación local en esta zona montañosa, enlazando con la NN‑54 y formando parte de la red vial regional del MTI.

## Trazado y cruces
| km  | Localidad   | Departamento | Conexión / Ruta |
| --- | ----------- | ------------ | --------------- |
| 0,0 | Monte Romo  | Madriz       | Inicio de ruta  |
| 4,3 | La Unión    | Madriz       | Ninguna         |
| 8,8 | Las Sabanas | Madriz       | NN 54           |

## Coordenadas
Uno de los tramos de la NN‑55 puede localizarse en: 13°29′24″N 86°19′30″O / 13.4900, -86.3250